# Auriculoterapia

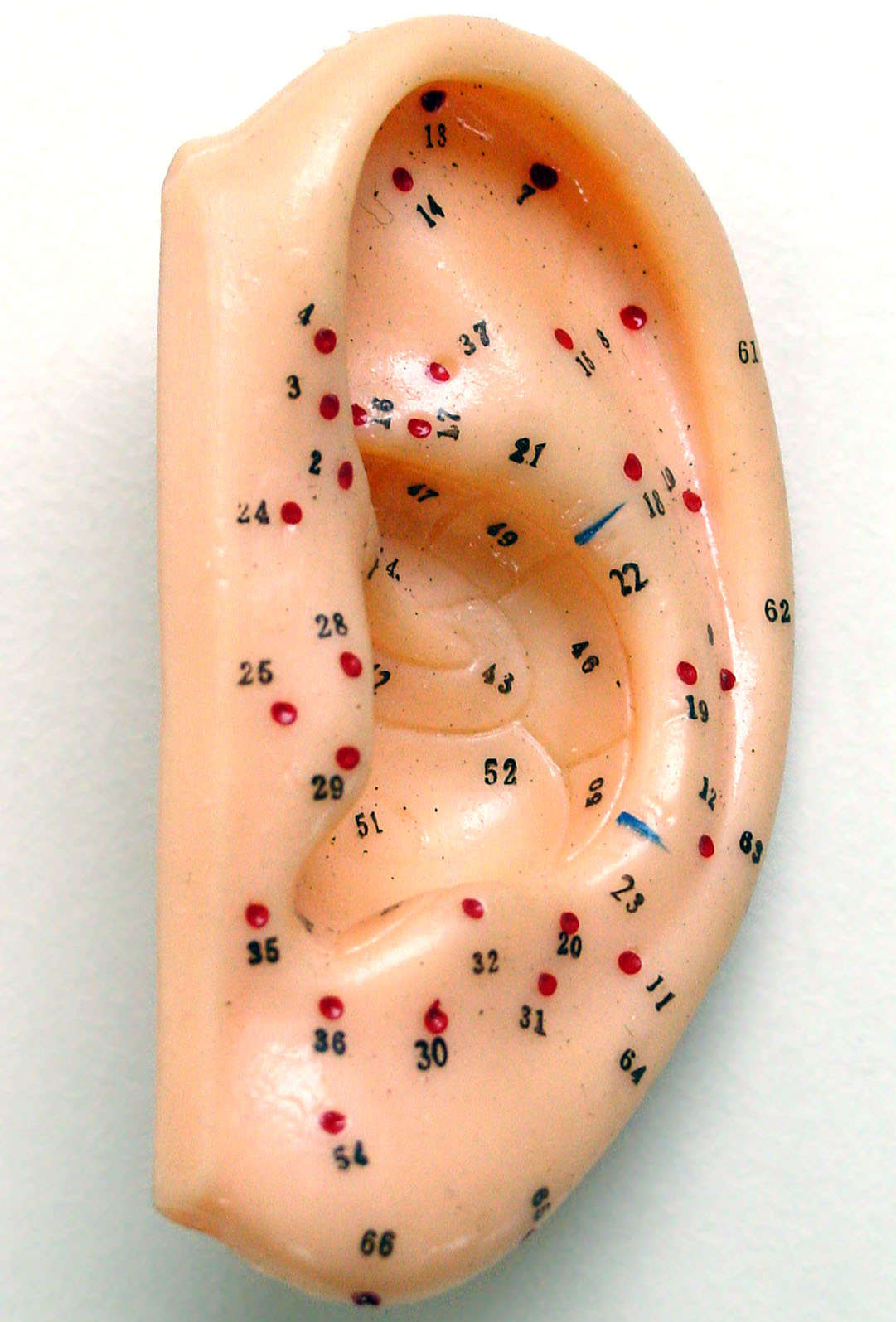
Pontos da auriculoterapia

Auriculoterapia ou auriculopunctura é uma forma de medicina alternativa baseada na ideia de que o pavilhão auditivo da orelha, ou aurícula, é um micro-sistema em que todo o corpo é representado por um mapa.
Os praticantes alegam que é possível tratar problemas de saúde física, mental ou emocional exclusivamente mediante estimulação da superfície da orelha. O mapa é semelhante aos mapas de outras partes do corpo usados nas práticas de reflexologia e iridologia. Estes mapas não são baseados ou apoiados por quaisquer evidências médicas ou científicas e por isso são considerados pseudocientíficos. Não há evidências de que a auriculoterapia seja eficaz para deixar de fumar ou no tratamento da dor associada ao cancro.
A auriculoterapia foi idealizada em 1957 no livro “Treatise of Auriculotherapy”, da autoria do neurologista francês Paul Nogier. Em 1958, a teoria foi introduzida na China, onde foi bastante promovida durante a Revolução Cultural e gradualmente modificada para ser integrada na filosofia médica chinesa.